# Anarosaurus
Genre
Espèces de rang inférieur
- † Anarosaurus pumilio Dames, 1890
- † Anarosaurus heterodontus Rieppel & Kebang, 1995

Anarosaurus est un genre éteint de reptiles sauroptérygiens qui vivait au milieu du Trias (Anisien).

## Origine du nom
Le nom de ce genre vient de Anar, un nain de la mythologie nordique.

## Espèces
- Anarosaurus pumilio

Cette espèce a été identifiée dès 1890 grâce à la découverte d'un crâne et de fragments de squelette.
- Anarosaurus heterodontus

Cette espèce a été identifiée en 1995 grâce à un fossile de prémaxillaire.

## Compléments